# Documental animado
El documental animado es un género cinematográfico que combina animación y documental. Este género no debe confundirse con los documentales sobre la historia del cine y la animación televisiva que presentan extractos.

## Historia
El primer ejemplo reconocido de este género es la película de 12 minutos de Winsor McCay de 1918 El hundimiento del Lusitania, que utiliza animación para retratar el hundimiento del RMS en 1915. Lusitania después de ser alcanzado por dos torpedos lanzados por un submarino alemán; un evento del que no se sabe que exista ninguna filmación grabada. Desde la década de 1920, la animación se ha utilizado en películas educativas y de orientación social, y a menudo se ha utilizado para ilustrar conceptos abstractos principalmente en ejemplos de acción en vivo de estos géneros. Los primeros ejemplos de películas educativas completamente animadas son La teoría de la relatividad y la evolución de Einstein (ambas de 1923) de Max y Dave Fleischer. Walt Disney lo utilizó en películas como Victory Through Air Power (1943), How to Catch a Cold (1951) y Our Friend the Atom (1957).
En 1953, Neighbors de Norman McLaren ganó los Premios de la Academia al Mejor Documental (Tema Corto). El premio se considera un error, pero el hecho de que no solo fuera incluido en esa categoría, sino que también ganara, muestra que, de alguna manera, las imágenes animadas hablaron a los jueces casi como un documental.
Of Stars and Men, una película animada de 1964 de John Hubley que narra la búsqueda de la humanidad para encontrar su lugar en el universo, ganó un premio en la categoría de documental en el Festival de Cine de San Francisco.
Mosaic Films promovió el uso de documentales animados en el Reino Unido en 2003 con la galardonada serie Animated Minds. Encargado por Channel 4 y dirigido por Andy Glynne, utiliza testimonios reales de sobrevivientes de enfermedades mentales, combinados con imágenes atractivas, para adentrarse en las mentes de las personas con problemas mentales. La primera serie ganó el premio a la Mejor Animación en el Banff World Media Festival (2004).
El Festival Internacional de Cine Documental de Ámsterdam de 2007 presentó un programa de "documentales que consisten en parte o completamente en animación". En el artículo escrito para acompañar el evento, Kees Driessen habló sobre la forma "menos controvertida" del género; el documental de radio ilustrado", citando la película Lip Synch: Going Equipped de Aardman Animation de 1987 (dirigida por Peter Lord) como ejemplo. Uno de los creadores más constantes de esta forma de documental animado en la actualidad es Paul Fierlinger. Sus películas desde finales de la década de 1980 en adelante suelen presentar grabaciones de personas que hablan sobre ciertos temas de sus vidas (como el abuso del alcohol o la soledad), acompañadas de la animación de Fierlinger que ilustra principalmente las historias de una manera realista. Este es un contraste con películas y series como Creature Comforts de Aardman, que recontextualiza tales grabaciones de audio combinándolas con interpretaciones animadas más fantasiosas y no realistas.
La autobiografía de largometraje animado de Fierlinger de 1995 Drawn from Memory, en la que él es el tema principal, así como el director, el actor de voz y el único animador, también fue llamada documental por Driessen. Esta técnica de animar entrevistas también ha sido utilizada por otros cineastas, como Chris Landreth en su cortometraje ganador del Oscar en 2004 Ryan (principalmente basado en una entrevista realizada con el animador Ryan Larkin ) y Jonas Odell en la película sueca de 2006 Aldrig som första gången! (Never Like the First Time!, que consta de segmentos animados de descripciones de personas de su primera vez teniendo sexo). La película Chicago 10, sobre el incidente de Chicago Seven, recibió algunos elogios por recrear escenas de la sala del tribunal utilizando animación. Otro documental con elementos animados es la película alemana Neukölln Unlimited, que utiliza la animación para representar los traumas pasados de sus protagonistas.
La película israelí de 2008 nominada al Oscar Vals con Bashir fue anunciada como el primer largometraje documental animado.
En 2011 se estrenó el documental animado colombiano "Pequeñas Voces", a la vez que es la primera película digital colombiana en 3D.
Algunos documentales animados que fueron nominados o ganadores al Oscar son So Much for So Little (1949), Sunrise Over Tiananmen Square (1998), The Moon and the Son: An Imagined Conversation (2005), I Met the Walrus (2007), Last Day of Freedom (2015) y Flee (2021).

## Otras lecturas
- Honess Roe, Annabelle (2013). Animated Documentary. Palgrave Macmillan UK. ISBN 978-1-349-43709-2.